# El Serrat de Sant Ponç
El Serrat de Sant Ponç és una masia de la Vall de Bianya (Garrotxa) inclosa a l'Inventari del Patrimoni Arquitectònic de Catalunya. És un mas ubicat a pocs metres de l'església romànica de Sant Ponç d'Aulina.

## Descripció
És de planta rectangular i teulat a dues aigües amb els vessants vers les façanes principals. Disposa de baixos i pis. La porta, dovellada, es troba a la façana de llevant i presenta un dibuix esculpit a la dovella central, amb un arbre, i un anagrama a cada banda. La casa va ser bastida amb pedra menuda llevat de les cantoneres i de les que formen les obertures. Enganxada a la façana de ponent hi ha una àmplia pallissa, amb arc de mig punt als baixos i doble badiu al primer pis.
Hi ha una pica situada davant de la pallissa en un racó de l'era. Devia formar part d'un molí de gra o d'un trull d'oli. Fa 1 metre de diàmetre i 70 cm d'alçada i dosposa d'un forat central a través del qual era buidada i d'unes incisions fetes a cada costat.

## Història
Per l'estructura arquitectònica i per les dues llindes datades (1640 i 1740) se sap que aquesta masia es va bastir o modificar en el decurs del segle xvii i com la majoria de les cases de la vall, va ser remodelada i ampliada al segle xviii.